# Юнгерманіальні
Юнгерманіальні (Jungermanniales) — порядок печіночників класу юнгерманієві печіночники (Jungermanniopsida).

## Опис
Це листкостеблові плагіотропні рослини з дво- або трирядними листками. Нижній ряд утворюють амфігастрії. Антеридії у пазухах листків, архегонії — на верхівці стебла або бічних гілочок. Архегонії і спорогон вкриті періантієм, утвореним зрослими верхівковими листками. Коробочка багатошарова, розкривається чотирма щілинами.

## Поширення в Україні
В Україні зустрічається близько 130 видів з 23 родин.

## Класифікація
У порядку є понад 6000 видів з 25–40 родин.
Порядок містить такі родини:
| - Acrobolbaceae - Adelanthaceae - Antheliaceae - Arnelliaceae - Balantiopsidaceae - Blepharidophyllaceae - Brevianthaceae - Bryopteridaceae - Calypogeiaceae - Cephaloziaceae - Cephaloziellaceae - Chonecoleaceae - Delavayellaceae - Фруланієві (Frullaniaceae) - Geocalycaceae - Goebeliellaceae | - Grolleaceae - Голошапкові (Gymnomitriaceae) - Gyrothyraceae - Herbertaceae - Herzogianthaceae - Jackiellaceae - Jamesoniellaceae - Jubulaceae - Jungermanniaceae - Lejeuneaceae - Lepicoleaceae - Lepidolaenaceae - Lepidoziaceae - Lophocoleaceae - Mastigophoraceae | - Myliaceae - Neotrichocoleaceae - Perssoniellaceae - Phycolepidoziaceae - Plagiochilaceae - Pleuroziaceae - Porellaceae - Pseudolepicoleaceae - Ptilidiaceae - Радулові (Radulaceae) - Scapaniaceae - Schistochilaceae - Solenostomataceae - Trichocoleaceae - Trichotemnomataceae - Vetaformataceae |